# Smaug breyeri
Smaug breyeri là một loài thằn lằn trong họ Cordylidae. Loài này được Van Dam mô tả khoa học đầu tiên năm 1921.

## Hình ảnh

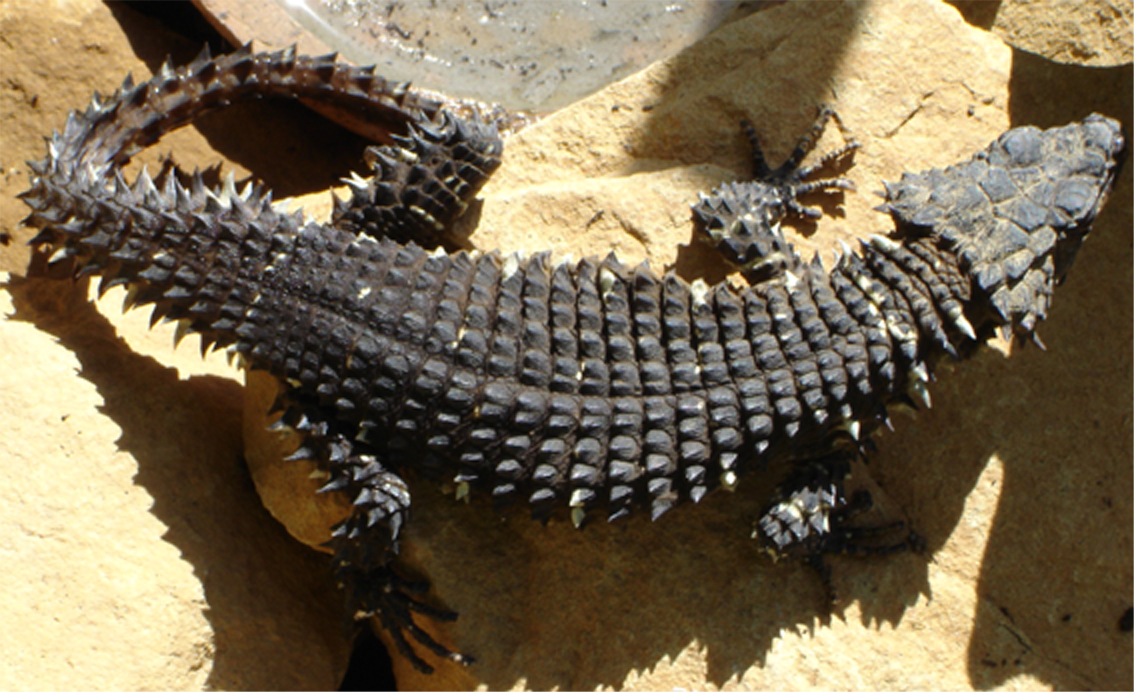